# رپه ویلژونا
شهر رپه ویلژونا درسی گسته (ولکره)  در کانتون سنت گالن در کشور سوئیس  واقع شده‌است که  ۲۵٬۲۰۰  نفر  جمعیت دارد.